# Естепар
Естепар (ісп. Estépar) — муніципалітет в Іспанії, у складі автономної спільноти Кастилія-і-Леон, у провінції Бургос. Населення — 736 осіб (2010).
Муніципалітет розташований на відстані близько 210 км на північ від Мадрида, 19 км на південний захід від Бургоса.
На території муніципалітету розташовані такі населені пункти: (дані про населення за 2010 рік)
- Аренільяс-де-Муньйо: 82 особи
- Арройо-де-Муньйо: 20 осіб
- Естепар: 164 особи
- Ормаса: 71 особа
- Масуело-де-Муньйо: 105 осіб
- Медінілья-де-ла-Дееса: 39 осіб
- Педроса-де-Муньйо: 55 осіб
- Кінтанілья-Сомуньйо: 59 осіб
- Вільв'єстре-де-Муньйо: 36 осіб
- Вільягутьєррес: 66 осіб
- Вільяв'єха-де-Муньйо: 39 осіб

## Демографія
Динаміка населення (INE ):